# Kanton Montalvo
Der Kanton Montalvo befindet sich in der Provinz Los Ríos westzentral in Ecuador. Er besitzt eine Fläche von 363 km². Im Jahr 2022 lag die Einwohnerzahl bei rund 28.400. Verwaltungssitz des Kantons ist die Kleinstadt Montalvo mit 12.734 Einwohnern (Stand 2010).

## Lage
Der Kanton Montalvo liegt im Südosten der Provinz Los Ríos. Das Gebiet liegt im Tiefland am Fuße der Cordillera Occidental. Der Río San Pablo (im Mittellauf auch Río Las Juntas) begrenzt das Gebiet im Südwesten, dessen rechter Nebenfluss Río La Mona im Nordwesten. Im Osten reicht der Kanton bis an die Ausläufer der Berge. Der Hauptort Montalvo befindet sich etwa 25 km östlich der Provinzhauptstadt Babahoyo. Die Fernstraße E491 (Babahoyo–Guaranda) führt in West-Ost-Richtung durch den Kanton.
Der Kanton Montalvo grenzt im Südwesten und im Nordwesten an den Kanton Babahoyo sowie im Osten an die Kantone Chimbo und San Miguel de Bolívar der Provinz Bolívar.

## Verwaltungsgliederung
Der Kanton Montalvo ist in die Parroquia urbana („städtisches Kirchspiel“)
- Montalvo

und in die Parroquia rural („ländliches Kirchspiel“)
- La Esmeralda

gegliedert.

## Geschichte
Der Kanton Montalvo wurde am 25. April 1984 gegründet (Registro Oficial N° 731). Benannt wurde er nach Juan Montalvo, einem ecuadorianischen Schriftsteller, Essayisten und Journalisten.
Entwicklung der Einwohnerzahl im Kanton Montalvo bei landesweiten Volkszählungen zum jeweiligen Gebietsstand:
| Jahr                    | Einwohner | +/-    |
| ----------------------- | --------- | ------ |
| 1990                    | 19.023    | –      |
| 2001                    | 20.067    | 5,5 %  |
| 2010                    | 24.164    | 20,4 % |
| 2022                    | 28.354    | 17,3 % |
| Datenherkunft: Wikidata |           |        |